# Han Dunk
Johannes Hendrik "Han" Dunk (Amsterdam, 12 oktober 1909 – Alkmaar, 5 november 1996) was een Nederlands componist, tekstdichter en muziekuitgever.

## Loopbaan
Han Dunk begon in zijn hbs-tijd met het vertalen van populaire Engelse liedjes naar het Nederlands. In 1943 deed hij auditie bij de AVRO en startte zijn muzikale carrière. Met Pat Miller & The Rhythm Boys reisde hij door Europa. Hij is de componist van populaire liedjes uit de Nederlandse lichte muziek als Als op Capri de rozentuinen bloeien en Eens zal de Betuwe in bloei weer staan. De componist krijgt de bijnaam 'Mister Melody' en gaat werken bij de uitgeverij Phonogram. In 1975 kreeg hij de Gouden Harp voor zijn oeuvre. In 1977 bij zijn pensionering kreeg hij van zijn werkgever Phonogram de Gouden Tulp.
Han Dunk overleed in 1996 op 87-jarige leeftijd in zijn woonplaats Alkmaar.

## Oeuvre-overzicht
- Aan het Lago Maggiore
- Als op Capri de rozentuinen bloeien (Sanny Day)
- In een hoekje alleen
- Klanken in de(n) nacht (samen met Jan Broekhuis)
- Naar Napels in de lentetijd
- Een (o)ogenblikje stilte (Conny Stuart)
- Veel mooier dan het mooiste schilderij (Harry Mooten)
- Zonnig Madeira (Eddy Christiani)